# Landmauer Gamsen

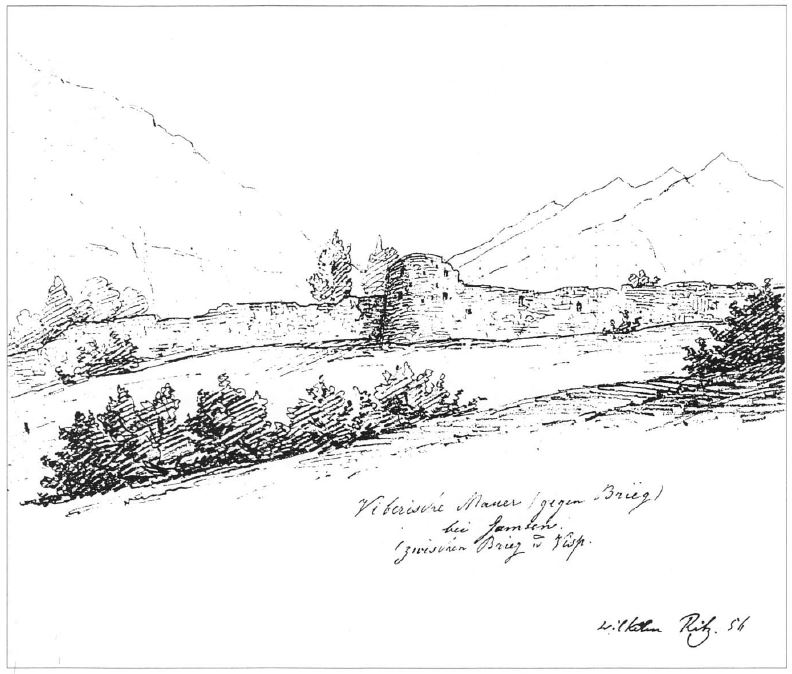
Landmauer Gamsen 1856

Die Landmauer Gamsen oder Gamsenmauer ist eine mittelalterliche Letzi in Gamsen bei Brig-Glis im Schweizer Kanton Wallis. Sie gilt als besterhaltene Letzi der Schweiz und ist ein Kulturgut von nationaler Bedeutung (KGS-Nr. 6659).

## Geschichte
Die Gamsenmauer wurde zwischen 1352 und 1355 zur Verteidigung des oberen Teils des Wallis gegen Angriffe aus dem Westen errichtet. Sie wurde 1392 erstmals schriftlich erwähnt. Die Savoyer beherrschten als Schutzherren der Abtei Saint-Maurice ab dem 11. Jahrhundert das Unterwallis und den Grosser-St.-Bernhard-Pass.
Im 13. und 14. Jahrhundert versuchten die Savoyer aus wirtschaftlichen und politisch-militärischen Interessen sich des Simplonpasses zu bemächtigen, der damals eine Blütezeit erlebte: Über ihn gingen mehr Waren als über den Grossen Sankt-Bernhard. Im 13. Jahrhundert hatten der Bischof von Sitten und Walliser Landleute gemeinsam gegen den Einfluss der Zähringer und der Savoyer gekämpft. Im 14. Jahrhundert gelang es den Savoyern, den Bischof, der aus ihrem Geschlecht (Eduard von Savoyen) war oder ihre Interessen (Witschard Tavel/Tavelli) vertrat, auf ihre Seite zu ziehen.

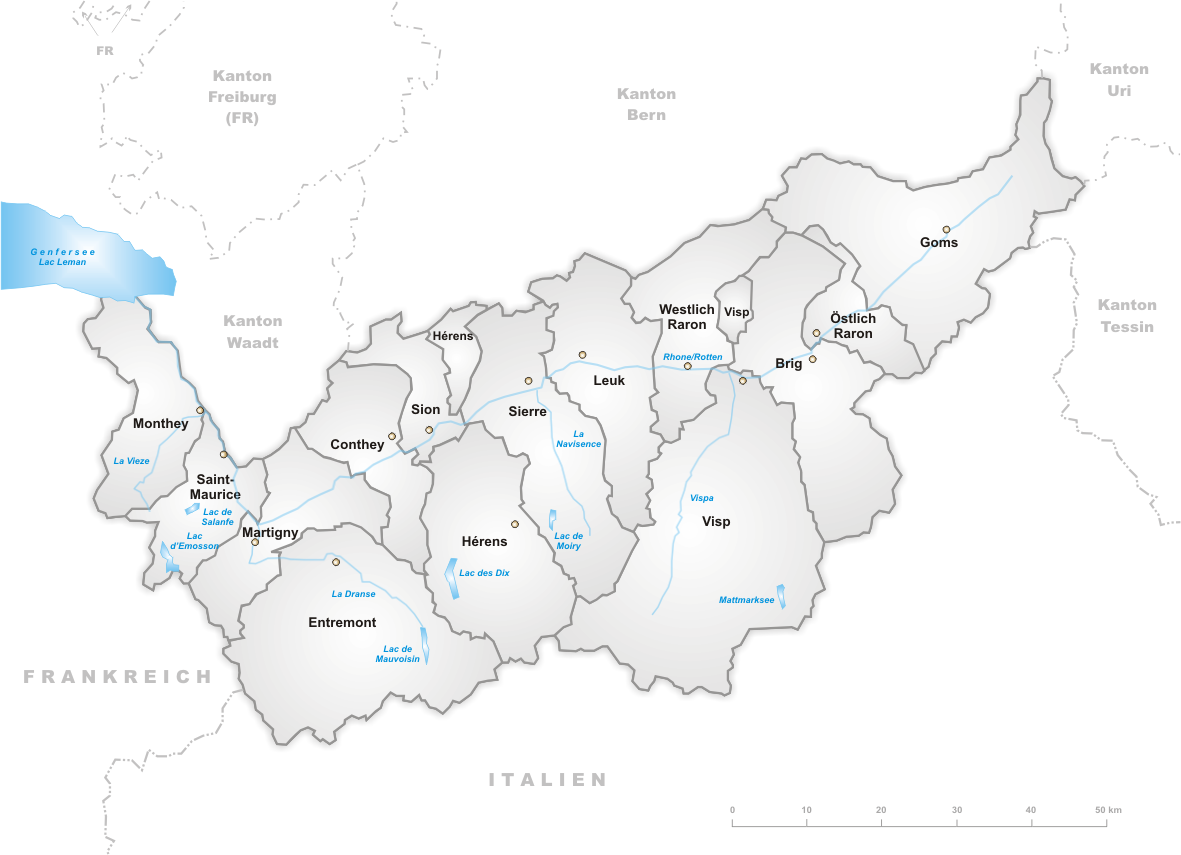
Zehnden/Bezirke Kanton Wallis

Den Oberwalliser Zehnden gelang es nicht, sich wie die Urschweiz gemeinsam gegen die mächtigen Adeligen zu verbünden. Die Zehnden Raron und Leuk zählten auf die Hilfe des Kaisers während die obersten Zehnden (Naters/Brig, Östlich Raron (Mörel), Goms) sich 1346 mit den Ursern und Urnern verbündeten.
Als Bischof Witschard Tavel/Tavelli den Grafen von Savoyen 1352 zum Landeshauptmann ernannte, kam es zu einem Feldzug von Amadeus VI. von Savoyen gegen das Oberwallis. Die Zehnden Siders, Raron und Visp unterwarfen sich, die obersten Zehnden jedoch nicht.
Die Landmauer von Gamsen wurden in dieser Zeit als Verteidigungsbau gegen die Savoyer wahrscheinlich von den Zehnden Naters (später Brig genannt), Mörel und Goms unter Beteiligung der Ritter von Simplon, der Freiherren von Attinghausen und möglicherweise der Herren von Turn gebaut.
An der Massa schlossen die Zehnden 1355 den berühmten Frieden, in welchem sich alle sieben Walliser Zehnden zu einem Bund zusammenschlossen. Damit verschob sich die Grenze zwischen Ober- und Unterwallis nach Westen (Leuk-Salgesch-Siders) und die Landmauer verlor ihre Verteidigungsaufgabe. 1388 besiegten die Oberwalliser in einer Entscheidungsschlacht in Visp die Herren von Savoyen.

## Die Mauer

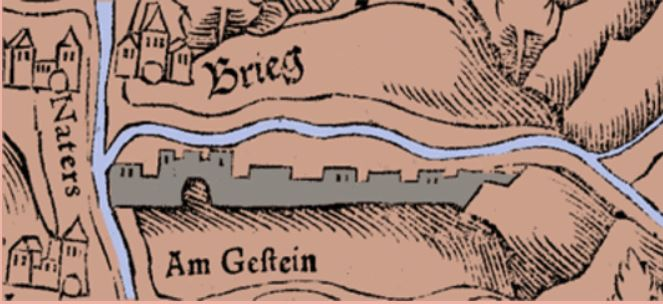
Landmauer Gamsen, Schallbetterkarte von 1536

Die Talsperre war ursprünglich rund zwei Kilometer lang und konnte kaum umgangen werden, da beidseitig Schluchten (Nanztal mit Gamsabach, Gredetschtal mit Mundbach) ihre natürliche Fortsetzung bildeten. Diese waren bis hoch hinauf nur schwer passierbar. Die bis zu sechs Meter hohe Mauer konnte ohne Hilfsmittel kaum überstiegen werden. Sie war ursprünglich mit Zinnen, Wehrgängen und Türmen ausgestattet. Die Feindseite der Mauer war nach Westen (Unterwallis) gerichtet. Es gab Vorgängermauern als Sperrmauern gegen Überflutungen durch die Gamsa, die unter den jetzigen Mauern liegen und meist gegen Westen abweichen. Die archäologische Untersuchung durch Louis Blondel (1885–1967) von 1958 ergab, dass die Mauer in mehreren Etappen und durch verschiedene Bauequipen erbaut wurde. 2008 wurde ein Holzkohlestück aus dem Mauermörtel mit der Radiokarbonmethode auf die Mitte des 12. Jahrhunderts datiert.
Die Mauer hatte ein Strassentor, dessen Überreste unter der alten Landstrasse liegen. 40 Meter südlich ist ein vorspringender Rundturm (Halbtürme, savoyische Wehrarchitektur) in die Mauer eingelassen, der zur Überwachung des Tores diente. 60 Meter nördlich des Tores befand sich ein zweiter Rundturm. Da die Landmauer keine Gerade bildete, erlaubten die gegen Westen gerichteten Flankierungstürme ein wirkungsvolles Beschiessen der feindseitigen Mauerflucht. Dadurch und wegen der Gamsa war die Landmauer leichter zu verteidigen als andere Letzimauern. Allerdings hielten solche Wehranlagen einer längeren Belagerung nicht stand. Die Gamsa floss westlich entlang der Mauer und hatte die Funktion eines Burggrabens. Zwei Dämme aus den Jahren 1686 und 1757–1764 im obersten Teil des Schuttkegels leiteten die Gamsa in späteren Jahren von der Landmauer weg.
Die Mauer war in erster Linie eine Verteidigungsmauer, hatte jedoch noch andere Funktionen: Sie war ein geeigneter Ort um Zölle zu erheben, eine effiziente Barriere gegen die Ausbreitung von Seuchen (Pest), ein Schutz gegen Viehdiebstahl und Überfälle (Fehden, Kleinkrieg) und schützte vor Überflutungen der Gamsa. Mit grosser Wahrscheinlichkeit markierte die Mauer die Herrschaftsgrenze der damals mächtigen Herren von Attinghausen.

## Stiftung Landmauer Gamsen
Die archäologische Untersuchung durch Louis Blondel von 1958 und das Gutachten von Werner Meyer 1981 wiesen auf die Bedeutung der einzigen erhaltenen Wehranlage dieser Art und Grösse in der Schweiz hin, die einen wirkungsvollen Schutz benötige. Die Organisation «Pro Historia Glis» gab den Anstoss zur Gründung einer Stiftung, die diesem Ziel dienen sollte. 1995 wurde die «Stiftung Landmauer Gamsen» gegründet. Der Staat Wallis und die Stadtgemeinde Brig-Glis traten dieser ihre Eigentumsrechte an der Landmauer zu einem symbolischen Betrag ab. 1998 wurde ein erstes Stück der Mauer saniert und 1999 wurde das Bauwerk als Kulturdenkmal von nationaler Bedeutung eingestuft. Als eigentlicher Retter der Landmauer gilt der Historiker und erste Präsident der Stiftung Sigmund Widmer.
Die Stiftung führt zur Sanierung der Landmauer verschiedene Projekte durch. Entlang der Landmauer geben acht Infotafeln Auskunft über die ehemalige Talsperre, die renovierte Suste ist ein didaktisches Zentrum geworden, in welchem Besucher Informationen zu Landmauer, Grüngürtel und dem Dorf Gamsen erhalten.